# DREAMS TOUR 2023-2024
「DREAMS TOUR 2023-2024」（ドリームス ツアー 2023-2024）は日本のロックバンド・go!go!vanillasがアルバム『DREAMS』を引っ提げて、2023年から2024年にかけて開催したライブツアー。

## 概要

### ライブツアー
「DREAMS TOUR 2023-2024」は、2023年のインディーズデビュー10周年、2024年のメジャーデビュー10周年というバンドの2つのアニバーサリーを祝うべく企画されたメモリアルツアー。
2024年3月9日から10日にかけては、今ツアーのファイナル公演として自信最大規模の会場である幕張メッセ 国際展示場 9～11ホールにて2DAYS公演を開催した。

初日である3月9日には「MAKE MY DREAM」と銘打ったキャリア最大規模のワンマンライブを開催。

2日目である3月10日には「MAKE YOUR DREAM」と題した対バン企画が行われ、 [Alexandros]、sumika、04 Limited Sazabys、My Hair is Bad、マカロニえんぴつ、UNISON SQUARE GARDENの計6バンドが参加し、バニラズの10周年を祝福した。

### ライブ映像
2024年4月25日から、TwitchのAmazon Music Japanチャンネルにて上述のライブ「DREAMS TOUR 2023-2024 FINAL」よりワンマン公演「MAKE MY DREAM」のフル・ライブ映像、そして対バン公演「MAKE YOUR DREAM」のドキュメンタリー映像がメンバーの生トークを交えながら配信された。
2024年5月3日に、スペースシャワーTVにて、「DREAMS TOUR 2023-2024 FINAL」のライブと裏側に密着したライブ＆ドキュメンタリー映像に加え、2024年2月19日に新宿red clothにて開催された特別公演「360°解放!! 82名限定GIG!! 〜ROAD TO MAKUHARI〜」の模様も収録した特別番組がオンエアされた。
2024年8月6日には、シングル「エマ」のリリースから10年が経つことを記念して、今ツアーの最終公演である「MAKE MY DREAM」で披露された同楽曲のライブ映像が期間限定で公開された。

## 日程・会場
| 日程                  | 会場                              | 開場時間              | 開演時間              | 備考 |
| DREAMS TOUR 2023-2024 | DREAMS TOUR 2023-2024             | DREAMS TOUR 2023-2024 | DREAMS TOUR 2023-2024 | DREAMS TOUR 2023-2024 |
| --------------------- | --------------------------------- | --------------------- | --------------------- | --- |
| 11月16日              | Zepp DiverCity                    | 18:00                 | 19:00                 | |
| 11月17日              | Zepp DiverCity                    | 18:00                 | 19:00                 | |
| 11月24日              | Zepp Fukuoka                      | 18:00                 | 19:00                 | |
| 11月25日              | Zepp Fukuoka                      | 16:00                 | 17:00                 | |
| 11月27日              | 大分 DRUM Be-0                    | 18:30                 | 19:00                 | |
| 12月2日               | 高松 festhalle                    | 17:15                 | 18:00                 | |
| 12月3日               | 松山 WstudioRED                   | 17:30                 | 18:00                 | |
| 12月5日               | 高知 CARAVAN SARY                 | 18:30                 | 19:00                 | |
| 1月12日               | Zepp Osaka Bayside                | 18:00                 | 19:00                 | |
| 1月13日               | Zepp Osaka Bayside                | 16:00                 | 17:00                 | 「SHAKE」ライブ映像撮影 |
| 1月19日               | Zepp Nagoya                       | 18:00                 | 19:00                 | |
| 1月20日               | Zepp Nagoya                       | 16:00                 | 17:00                 | |
| 1月26日               | 仙台GIGS                          | 18:00                 | 19:00                 | |
| 1月28日               | Zepp Sapporo                      | 17:00                 | 18:00                 | |
| 2月9日                | 岡山 CRAZYMAMA KINGDOM            | 18:15                 | 19:00                 | |
| 2月10日               | BLUE LIVE 広島                    | 17:00                 | 18:00                 | |
| 2月12日               | 米子 laughs                       | 17:30                 | 18:00                 | |
| 2月22日               | 金沢 EIGHT HALL                   | 18:15                 | 19:00                 | |
| 2月23日               | 富山 MAIRO                        | 17:30                 | 18:00                 | |
| 2月25日               | 新潟 LOTS                         | 17:00                 | 18:00                 | |
| MAKE MY DREAM         |                                   |                       |                       | |
| 3月9日                | 幕張メッセ 国際展示場 9〜11ホール | 16:00                 | 17:00                 | |
| MAKE YOUR DREAM       |                                   |                       |                       | |
| 3月10日               | 幕張メッセ 国際展示場 9〜11ホール | 10:30                 | 12:00                 | 出演ミュージシャン - [Alexandros] - go!go!vanillas - sumika - 04 Limited Sazabys - THE MATTEKUDASAI - My Hair is Bad - マカロニえんぴつ - UNISON SQUARE GARDEN （五十音順） |

## セットリスト

### DREAMS TOUR 2023-2024（ライブハウス公演）
Zepp Diversity公演（2023年11月16日・17日）
1. マジック (alt ver.)
2. ヒンキーディンキーパーティークルー (alt ver.)
3. バイリンガール (alt ver.)
4. チェンジユアワールド (alt ver.)
5. サイシンサイコウ (alt ver.)
6. 青いの。
7. ロールプレイ / ナイトピクニック
8. 雑食
9. おはようカルチャー (alt ver.)
10. ツインズ (alt ver.)
11. 平成ペイン (alt ver.)
12. エマ (alt ver.)
13. デッドマンズチェイス (alt ver.)
14. ストレンジャー
15. カウンターアクション
16. アメイジングレース / LIFE IS BEAUTIFUL
17. コンビニエンスラブ

Encore
1. オリエント
2. ライクアマウンテン / パンドラ
3. ギフト (alt ver.)

### DREAMS TOUR 2023-2024 FINALMAKE MY DREAM 2024.03.09[22]
1. RUN RUN RUN
2. マジック (alt ver.)
3. ヒンキーディンキーパーティークルー (alt ver.)
4. クライベイビー
5. チェンジユアワールド (alt ver.)
6. サイシンサイコウ (alt ver.)
7. 青いの。
8. SHAKE
  - 観客ににスマホのライトを点灯させる演出が行われた[23]。背景にはレコーディングを行ったロンドンの景色が投影された[23]。
9. ナイトピクニック
  - 牧が「動く歩道」を町並みが移りゆく映像をバックに歩きながらパフォーマンスした[23][注釈 4]。
10. コンビニエンスラブ
  - 音源には無いアウトロが追加されている。
11. LIFE IS BEAUTIFUL
  - 牧が会場後方のサブステージに移動して披露[24]。
12. ツインズ (alt ver.)
  - 前曲と同様に、牧のみサブステージからの披露[24]。
13. 平成ペイン (alt ver.)
14. エマ (alt ver.)
15. デッドマンズチェイス (alt ver.)
16. ストレンジャー
  - 柳沢ボーカル曲。
17. カウンターアクション
18. お子さまプレート
19. アメイジングレース

Encore
1. セルバ
2. おはようカルチャー (alt ver.)
3. ギフト (alt ver.)

### DREAMS TOUR 2023-2024 FINALMAKE YOUR DREAM 2024.03.10

#### THE MATTEKUDASAI[12]
12:00からオープニングアクトとして登場。go!go!vanillasのメンバーが扮するバンド。全員がサングラスを身に付けている。このライブ後、go!go!vanillas公式Instagramにて活動休止が発表された。
1. サクラサク

#### 04 Limited Sazabys[12]
12:15から登場。
1. Keep Going
2. Kitchen
3. My HERO
4. Galapagos ll
5. Jumper
6. fiction
7. Finder
8. mahoroba
9. swim
10. monolith
11. message

#### マカロニえんぴつ[12]
13:25から登場。
1. ハートロッカー
2. レモンパイ
3. リンジュー・ラヴ
4. 恋人ごっこ
5. 悲しみはバスに乗って
6. ブルーベリー・ナイツ
7. ヤングアダルト
8. 星が泳ぐ
9. なんでもないよ、

#### UNISON SQUARE GARDEN[12]
14:35から登場。
1. 流れ星を撃ち落とせ
2. カオスが極まる
3. オリオンをなぞる
4. Hatch I need
5. シューゲイザースピーカー
6. Phantom Joke
7. 天国と地獄
8. シュガーソングとビターステップ
9. 桜のあと (all quartets lead to the?)

#### sumika[12]
15:45から登場。
1. フィクション
2. Lovers
3. マジック
go!go!vanillasの楽曲のカバー。
4. ふっかつのじゅもん
5. イコール
6. Babel
7. 「伝言歌」
8. Starting Over

#### [Alexandros][12]
16:55から登場。
1. Droshky!
2. Waitress, Waitress!
3. todayyyyy
4. Adventure
5. 閃光
6. ワタリドリ
7. Girl A

#### My Hair is Bad[12]
18:05から登場。
1. アフターアワー
2. ドラマみたいだ
3. 悲劇のヒロイン
4. 自由とヒステリー
5. 戦争を知らない大人たち
6. フロムナウオン
7. 歓声をさがして
8. 告白

#### go!go!vanillas[12]
19:00から登場。
1. RUN RUN RUN
2. 平成ペイン (alt ver.)
3. エマ (alt ver.)
4. デッドマンズチェイス (alt ver.)
5. SHAKE
6. ストレンジャー
7. one shot kill
8. カウンターアクション
9. お子さまプレート
10. マジック (alt ver.)

Encore
1. ギフト (alt ver.)
2. おはようカルチャー (alt ver.)

## ライブ音源
2024年4月25日に、同年3月9日に幕張メッセにて開催されたgo!go!vanillasのライブ「MAKE MY DREAM」にて披露された楽曲「SHAKE」のライブ音源がAmazon Music限定で配信された。
| #  | タイトル                                                       | 作詞 | 作曲・編曲 |
| -- | -------------------------------------------------------------- | ---- | ---------- |
| 1. | 「SHAKE (Live at 幕張メッセ 国際展示場 9〜11ホール 2024.3.9)」 |      |            |